# Riccardo Isada
Riccardo Isada (Casale Monferrato, 24 settembre 1911 – 11 settembre 1972) è stato un calciatore italiano, di ruolo attaccante.

## Carriera
Iniziò la carriera calcistica nella squadra della sua città, collezionando due presenze nel vittorioso campionato di B del 1929-30. Nei due successivi campionati disputati dai nerostellati in Serie A, non riuscì a trovare spazio nella formazione titolare e fu ceduto a fine stagione 1931-32. Messosi in luce nella Ternana in Prima Divisione, in cui siglò 12 reti, nel 1933 passò al Perugia disputando due campionati di Serie B. Nella prima stagione, chiuso nel ruolo da Armando Preti, non siglò alcuna rete, mentre in quella successiva andò a segno per ben 7 volte.
Nel 1935 passò alla Catanzarese, in Serie C, con cui ottenne la promozione in B. Tra i cadetti, sempre con la squadra calabrese, disputò 21 gare segnando 4 reti che non bastarono per evitare la retrocessione in C. A fine stagione la squadra fu sciolta ed i calciatori tutti svincolati. Isada ritornò quindi al Casale contribuendo alla vittoria del campionato di C con 12 reti e nel successivo campionato di B disputò 27 gare e realizzò 2 gol. L'anno successivo scese di categoria, giocando in C con la Civitavecchiese, mentre nel 1940 fu tesserato dal Savoia di Torre Annunziata, restandovi per un lustro interamente giocato in Serie C, realizzando 8 reti in 46 incontri.
Globalmente in Serie B disputò 74 gare realizzando 13 reti.

## Statistiche

### Presenze e reti nei club
| Stagione           | Squadra            | Campionato         | Campionato | Campionato | Coppe nazionali | Coppe nazionali | Coppe nazionali | Altre coppe | Altre coppe | Altre coppe | Totale | Totale |
| Stagione           | Squadra            | Comp               | Pres       | Reti       | Comp            | Pres            | Reti            | Comp        | Pres        | Reti        | Pres   | Reti   |
| ------------------ | ------------------ | ------------------ | ---------- | ---------- | --------------- | --------------- | --------------- | ----------- | ----------- | ----------- | ------ | ------ |
| 1929-1930          | Casale             | B                  | 2          | 0          |                 |                 |                 |             |             |             | 2      | 0      |
| 1930-1931          | Casale             | A                  | 0          | 0          |                 |                 |                 |             |             |             | 0      | 0      |
| 1931-1932          | Casale             | A                  | 0          | 0          |                 |                 |                 |             |             |             | 0      | 0      |
| 1932-1933          | Ternana            | PD                 | 26         | 12         |                 |                 |                 |             |             |             | 26     | 12     |
| 1933-1934          | Perugia            | B                  | 4          | 0          |                 |                 |                 |             |             |             | 4      | 0      |
| 1934-1935          | Perugia            | B                  | 20         | 7          |                 |                 |                 |             |             |             | 20     | 7      |
| Totale Perugia     | Totale Perugia     | Totale Perugia     | 24         | 7          |                 |                 |                 |             |             |             | 24     | 7      |
| 1935-1936          | Catanzarese        | C                  | ?          | ?          |                 |                 |                 |             |             |             | ?      | ?      |
| 1936-1937          | Catanzarese        | B                  | 21         | 4          |                 |                 |                 |             |             |             | 21     | 4      |
| Totale Catanzarese | Totale Catanzarese | Totale Catanzarese | 21+        | 4+         |                 |                 |                 |             |             |             | 21+    | 4+     |
| 1937-1938          | Casale             | C                  | 29         | 12         |                 |                 |                 |             |             |             | 29     | 12     |
| 1938-1939          | Casale             | B                  | 27         | 2          |                 |                 |                 |             |             |             | 27     | 2      |
| Totale Casale      | Totale Casale      | Totale Casale      | 58         | 14         |                 |                 |                 |             |             |             | 58     | 14     |
| 1939-1940          | Civitavecchiese    | C                  | ?          | ?          |                 |                 |                 |             |             |             | ?      | ?      |
| 1940-1941          | Savoia             | C                  | 22         | 3          |                 |                 |                 |             |             |             | 22     | 3      |
| 1941-1942          | Savoia             | C                  | 18         | 4          |                 |                 |                 |             |             |             | 18     | 4      |
| 1942-1943          | Savoia             | C                  | 6          | 1          |                 |                 |                 |             |             |             | 6      | 1      |
| 1943-1944          | Savoia             |                    |            |            |                 |                 |                 | CL          | ?           | ?           | ?      | ?      |
| 1944-1945          | Savoia             | CC                 | ?          | ?          |                 |                 |                 |             |             |             | ?      | ?      |
| Totale Savoia      | Totale Savoia      | Totale Savoia      | 46+        | 8+         |                 |                 |                 |             | 0           | 0           | 46+    | 8+     |
| Totale carriera    | Totale carriera    | Totale carriera    | 175+       | 45+        |                 |                 |                 |             |             |             | 175+   | 45+    |

## Palmarès

### Club

#### Competizioni nazionali
- Serie B: 2

Casale: 1929-1930
Perugia: 1933-1934 (girone B)
- Serie C: 1

Casale: 1937-1938